# Uzlový lokalizační systém
Uzlový lokalizační systém je informační systém silniční a dálniční sítě v ČR, provozovaný Odborem silniční databanky a NDIC Ředitelství silnic a dálnic. Jeho základním principem je matematický pohled na silniční a dálniční síť jako na grafové znázornění. Vrcholy grafu jsou rozuměny uzly (uzlové body) a hranami grafu jsou myšleny úseky (spojnice dvou uzlů ležící na témže tahu dané komunikace).

## Silniční tahy a úseky
Úsek je definován svým počátečním a koncovým uzlem, jejich čísla tvoří číslo úseku. Toto pořadí uzlů, které definují daný úsek, udává současně i jeho orientaci. U směrově dělených komunikací jsou oba jízdní směry sledovány samostatně jako oddělené části komunikace, definované sledem úseků na každém z nich ležících.
Silniční tah je sled jednotlivých úseků ve stanoveném pořadí k danému silničního tahu. Silničním tahem se obvykle rozumí určitá dálnice nebo silnice vymezená číslem silnice. 

## Uzlové body
Uzlové body jsou elementárními jednotkami popisujícími silniční a dálniční síť v uzlovém lokalizačním systému. Dělí se na dva typy.
- typ A – základní uzlový bod, který se umísťuje buď
  - v místech křižovatek (sledovaných komunikací, nebo s nesledovanými komunikacemi jako např. s místními nebo účelovými komunikacemi), nebo
  - v místech mimo křižovatku (komunikace na státní hranici ČR, nevybudovaném úseku komunikace, vojenského prostoru, přívozu, směrového rozdělení komunikace mimo křižovatku).
  - v bodech jednoznačnosti, které slouží k rozlišení úseků různých délek na dvou komunikacích mezi dvěma společnými uzly.
- typ B – pomocný uzlový bod, který se umísťuje v místech kde komunikace přechází administrativní hranice.

Jako křižovatky jednoduché jsou evidovány všechny úrovňové křižovatky, křižovatky okružní s průměrem středového ostrůvku do 30 m, křižovatky úrovňové nebo rozvinuté, u nichž existuje fyzický ostrůvek, jehož nejdelší hrana není delší než 30 m a nejkratší hrana není delší než 15 m. Jako křižovatky složité jsou evidovány všechny mimoúrovňové křižovatky a dále křižovatky okružní s průměrem středového ostrůvku nad 30 m, křižovatky úrovňové nebo rozvinuté, u nichž existuje fyzický ostrůvek, jehož nejdelší hrana je delší než 30 m nebo nejkratší hrana je delší než 15 m. U složitých křižovatek se pro úplný a jednoznačný popis jízdních směrů v křižovatce unísťují dílčí uzlové body, které jsou podřízeny základnímu uzlu náležejícímu k dané složité křižovatce.
Každý uzel je v uzlovém lokalizačním systému jednoznačně definován číslem uzlu. Sestava čísla je nnnn a nnn (nn), kde skupiny znaků mají například pro číslo uzlu 2325A00105 tyto významy: 
- 2325 - číslo mapy 1:50000
- A - typ uzlu (A nebo B)
- 001 - pořadové číslo uzlu na daném mapovém listu
- 05 - pořadové číslo dílčího uzlu (jen v případech složitých křižovatek)

Příklady:
- 1214A005 - základní uzlový bod
- 2512B008 - pomocný uzlový bod
- 1224A05506 - dílčí uzlový bod